# Tak Matsumoto Group
Pour les articles homonymes, voir TMG.
Tak Matsumoto Group, aussi connu sous le nom de TMG (ティー・エム・ジー), est un groupe éphémère de hard rock composé de membres de plusieurs groupes à travers le monde. Il comprend Tak Matsumoto, Eric Martin, et Jack Blades.

## Histoire
Le groupe prend forme au Japon. De juillet à septembre 2004, le groupe présente son Dodge the Bullet Tour au Japon.
Après un single, un album, 20 concerts et quelques vidéos, le groupe ne s'est plus jamais produit. Dans une interview de 2016 avec Rolling Stone India, Martin déclare qu'il demandait chaque année à Matsumoto une éventuelle réunion, ce à quoi Matsumoto répondait toujours : « J'y réfléchirai ».

## Membres

### Membres
- Tak Matsumoto (B'z) - guitare, leader
- Eric Martin (Mr. Big) - chant principal
- Jack Blades (Night Ranger, Damn Yankees, Shaw/Blades) - basse, chœurs

### Membres de soutien
- Brian Tichy (Billy Idol, Ozzy Osbourne, Seether, Whitesnake, Foreigner, Pride and Glory, Glenn Hughes, Sass Jordan, Slash's Snakepit) - batterie de studio
- Cindy Blackman (Lenny Kravitz) - batterie de studio
- Chris Frazier (Whitesnake, Foreigner) - batterie live

## Discographie

### Albums studio
- 2004 : TMG I (1er de l'Oricon)

### Singles
- 2004 : Oh Japan (Our Time Is Now) (3e de l'Oricon)

### Vidéos
- 2004 : Dodge the Bullet (8e de l'Oricon)